# Amsacta
Amsacta là một chi bướm đêm thuộc phân họ Arctiinae, họ Erebidae.